# Mörttjärnen (Särna socken, Dalarna, 682206-134902)
Mörttjärnen är en sjö i Älvdalens kommun i Dalarna och ingår i Dalälvens huvudavrinningsområde.